# Ayuntamiento de Basilea

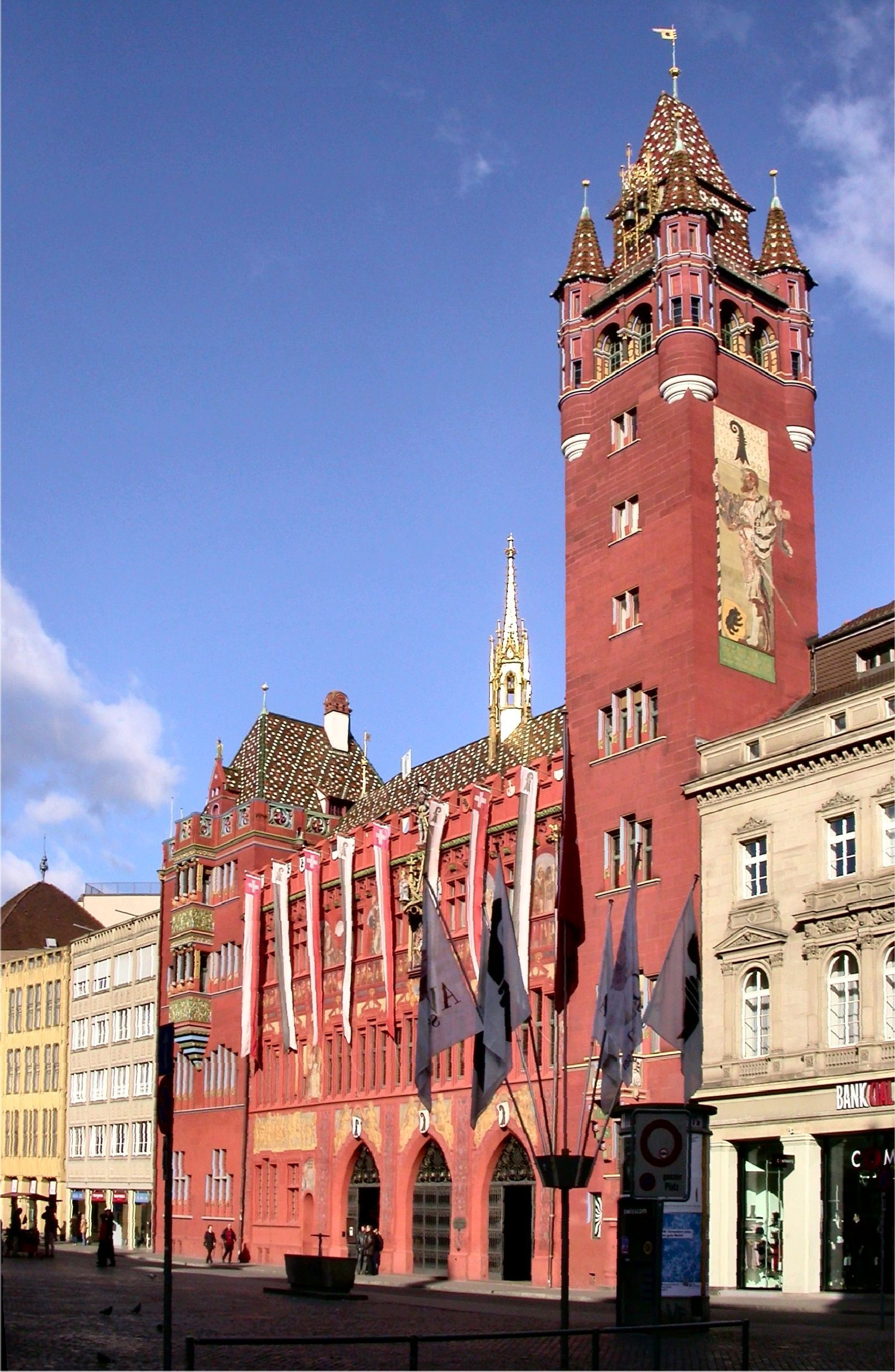
El Ayuntamiento de Basilea.

El Ayuntamiento de Basilea (alemán: Rathaus Basel, conocido localmente como Roothuus) es un edificio de quinientos años de antigüedad que domina la Marktplatz de Basilea, Suiza.
El Ayuntamiento alberga las reuniones del Parlamento Cantonal y el Gobierno Cantonal del cantón de Basilea-Ciudad. 
La Cámara del Parlamento tenía un conjunto de frescos pintados en 1522 por Hans Holbein el Joven, pero la mayoría se han perdido. En el Museo de Arte se conserva parte de su obra y algunos bocetos.
"Rathaus" significa literalmente "ayuntamiento", mientras que el término "Roothus" significa en el dialecto alemán de Basilea "ayuntamiento" pero también suena igual que "casa roja", un juego de palabras en referencia a la fachada de arenisca roja del edificio.